# 拉倫
拉倫（荷蘭語：Laren）是荷蘭的市镇，位於該國西北部希爾弗瑟姆和布拉里克姆之間，由北荷蘭省負責管轄，面積12.39平方公里，2019年人口11,195，人口密度為每平方公里902人。
1. ↑  . Gemeente Laren.   [25 April 2020]. （原始内容存档于2022-04-09） （荷兰语）.
2. ↑   [地区关键统计数字]. 荷蘭中央統計局统计数据. 荷蘭中央統計局. 2013-07-02  [2014-03-12] （荷兰语）.
3. ↑  . Actueel Hoogtebestand Nederland. Het Waterschapshuis.   [18 March 2014]. （原始内容存档于21 September 2013） （荷兰语）.
4. ↑   [Population growth; regions per month]. CBS Statline. CBS. 2022年1月1日  [2022年1月2日] （荷兰语）.